# Сонбун
Помидорами, полностью красными до корня, считаются достойные приверженцы сонгуна и чучхе; яблоками, красными только на поверхности, считаются те, кому требуется «идеологическое исправление»; виноградинами же считаются полностью неисправимые.
Три главных слоя («основной», «колеблющийся» и «враждебный») метафорически описываются в качестве помидоров, яблок и виноградин соответственно.
Сонбун (кор. 출신성분, chulsin sŏngbun — чхульсин сонъбун, ханчао от 出身 — «происхождение», 成分 — «элемент») — система аскриптивного статуса, используемая в КНДР. Сонбун основывается на политическом, социальном и экономическом положении прямых предков, а также на поведении родственников, и определяет уровень доверия к человеку, количество его возможностей и даже доступ к хорошему питанию. Сонбун влияет на количество образовательных и трудовых возможностей и, в особенности, на то, может ли человек вступить в правящую партию КНДР, Трудовую партию Кореи. Чучхеисты и другие люди, симпатизирующие КНДР, отрицают отчёты и сообщения СМИ, сообщающие о существовании данной системы, считая, что они исходят от буржуазных источников и людей, которые недостоверно описывают КНДР.

## История
Политбюро Трудовой партии Кореи в 1957 году выпустило решение, озаглавленное «О превращении борьбы с контрреволюционными элементами во всенародное, всепартийное движение», установивший курс и программы по осуществлению первых крупномасштабных чисток в северокорейском обществе. «Решение 30 мая» предоставило основу для социально-политической классификации сонбуна для всего северокорейского общества путём разделения всех граждан по лояльности на три отдельные группы: «дружественные», «нейтральные» и «враждебные» силы.

## Описание
Существует три главных слоя и 51 группа. Согласно заявлению Ким Ир Сена, выступавшего в 1958 году, лояльный «основной слой» составляет 25 % северокорейского населения, «колеблющийся слой» — 55 %, а «враждебный слой» — 20 %. Люди, среди предков которых были землевладельцы, торговцы, юристы или христианские священники, получили очень низкий статус. Наивысший статус был присвоен тем, кто происходит от участвовавших в сопротивлении против японской оккупации до и во время Второй мировой войны, и тем, кто был фабричным рабочим, трудящимся или крестьянином в 1950 году. Брайан Рейнольдс Майерс, доцент в области международных исследований в Университете Тонсо в Пусане (Южная Корея), описывает основной слой как состоящий из «высокопоставленных партийных кадров и их семей». В колеблющемся слое находятся обычные северокорейцы, тогда как во «враждебном» — элементы, рассматриваемые как возможные подрывные (например, бывшие землевладельцы). Согласно аналитику ЦРУ Хелен-Луис Хантер (англ. Helen-Louise Hunter), коммунисты были невероятно успешны в переворачивании дореволюционной социальной структуры сверху вниз, и сонбун отражает это. По её мнению, «привилегированный класс» состоит из 30 % населения, «обычные люди» составляют средние 40 %, а «нежелательные» составляют нижние 30 %.
Личные дела заводятся силовиками и партийными кадрами на каждого северокорейца с момента наступления ему или ей 17 лет и обновляются каждые два года. Обычно сонбун сложно улучшить, но он может быть понижен по разнообразным причинам, таким как недостаток политического энтузиазма, брак с кем-либо из более низкого сонбуна, или осуждение, в том числе члена семьи, за преступления — политические или другого рода. До конца 1960-х годов было возможным скрыть, что у родственника был плохой сонбун, однако с переписи 1966 года происхождение всех граждан начали тщательно проверять. Причиной этих проверок мог быть ответ на китайскую культурную революцию, объявленную в 1966 году. Ким Ир Сен, боясь, что Пекин также вмешается в дела его страны путём вторжения или поддержки государственного переворота (китайские солдаты ранее посылались в Корею на «провокационные вторжения»), хотел увеличить внутреннюю безопасность с помощью классифицирования населения. Эти проверки повторялись несколько раз в последующие годы по разным причинам, начиная от подозрений в коррупции во время предыдущих проверок до искоренения возможной оппозиции.
Американская журналистка Барбара Демик описывает эту «классовую структуру» как обновлённую наследственную «кастовую систему», совмещающую конфуцианство и сталинизм. Она утверждает, что плохое происхождение называется «испорченной кровью» и, по закону, эта «испорченная кровь» передаётся на протяжении трёх поколений. Тем не менее, она заявляет, что северокорейцам не сообщают их классификации и что дети могут расти, не зная статуса своей семьи (что верно лишь в том смысле, что публично это не объявляется о каждом новичке, направленном в тот или иной «коллектив»; на практике же не знать сонбун своего сослуживца или соученика, не говоря уже о члене своей семьи — вещь немыслимая). Тем не менее в документе, удостоверяющей личность, сонбун не указывается, что и привело к тому, что некоторые недостаточно хорошо знакомые с ситуацией западные аналитики распространяют о системе сонбун множество неточных сведений. Например, аналитик Хелен-Луис Хантер описывает сонбун как «классовое происхождение» (это отчасти верно, но неполно); она же утверждает, что «официально он [сонбун] не публикуется» и в действительности личные биографические сведения о корейских гражданах вообще не публикуются в КНДР (однако профессия, пол, возраст каждого ни для кого не секрет) и т. п., вплоть до утверждения, что сонбун якобы «точно не определяется», что неверно.
Северокорейское правительство заявляет, что все граждане равны, и отрицает любую форму дискриминации на основании семейного происхождения.

## Важность
При Ким Ир Сене сонбун был очень важен, он решал всё. При Ким Чен Ире всё уже иначе — ваше происхождение всё ещё было важно, но деньги сейчас важнее, чем социальное происхождение.
Описание сонбуна беженкой, родившейся в Северной Корее в середине 60-х годов.
Со времени распада восточного блока с конца 1980-х до начала 1990-х важность сонбуна снизилась. До распада северокорейская экономика в большой степени субсидировалась блоком. За счёт этих средств правительство могло обеспечить все материальные блага, так что доход мог быть получен только от работы в промышленности или на государственной службе. В результате способность получать товары посредством распределительной системы, в которой место проживания, карьера и успех человека в обществе определялись исключительно сонбуном, сделала его «вторым по важности фактором, определявшим жизнь северокорейца». До падения централизованной системы, приведшего к голоду, правительство имело практически полный контроль над жизнью человека, следовательно, единственным возможным путём повысить свой статус или богатство, был путь успехов в бюрократии.
После коллапса централизованной системы важность сонбуна упала. Для дальнейшего выживания был «переоткрыт» капитализм, и обычные северокорейцы сейчас получают большую часть своего дохода через частное предпринимательство. Когда начали открываться частные рынки, было выгоднее являться частью враждебного класса, так как люди, относящиеся к этому классу, были не настолько зависимы от государства, как люди с лучшим сонбуном. Снизилась популярность военной службы — в прошлом, через 7-10 лет службы, северокореец надеялся стать чиновником низкого уровня, но сейчас стало выгоднее заниматься частным предпринимательством. Сонбун остаётся важным для членов правительственной элиты, но для большинства северокорейцев богатство стало важнее для определения положения человека в обществе, чем сонбун.
Заметным примером сонбуна является Ко Ён Хи, мать нынешнего лидера Ким Чен Ына. Ко родилась в Осаке (Япония), что могло сделать её частью враждебного класса из-за её смешанного японо-корейского происхождения; более того, её дедушка работал на швейной фабрике Императорской армии Японии. После назначения Ким Чен Ына преемником и до выпуска внутреннего пропагандистского фильма делалось три попытки идеализировать Ко, как это было с Кан Бан Сок, матерью Ким Ир Сена, и Ким Чен Сук, матерью Ким Чен Ира и первой женой Ким Ир Сена. Эти попытки не увенчались успехом и они были остановлены после сердечного приступа у Ким Чен Ира в 2008 году. Построение культа личности вокруг Ко сопряжено с проблемами из-за её плохого сонбуна, так как обнародование её личности поставит под сомнение чистую родословную династии Ким. Настоящее имя Ко и прочая личная информация так и не были обнародованы (её происхождение выяснено благодаря тому, что она участвовала в художественной труппе Мансудэ), так что её упоминают под псевдонимами «Мать Кореи» или «Великая Мать»; а в пропагандистском фильме 2011 года «Великая Мать сонгунской Кореи» (кор. 위대한 선군 조선의 어머님) её имя указано как «Ли Ын Ми». Сложности с сонбуном Ко были настолько серьёзными, что после смерти Ким Чен Ира все её личные данные, включая имя, стали государственной тайной. Так как сонбун обычно передаётся от отца, происхождение Ко имеет «наинизший из вообразимых вариантов статуса» северокорейца.